# Tehuacán (municipi)
Tehuacán és un municipi de l'estat de Puebla. Tehuacán és el cap de municipi i principal centre de població d'aquesta municipalitat. Aquest municipi és a la part sud de l'estat de Puebla. Limita al nord amb Santiago Miahuatlán, al sud amb Tepanco de López, a l'oest amb San Martín Atexcal i a l'est amb Altepexi.